# 메가톤
메가톤은 질량의 단위이자 에너지의 단위이다. 질량의 단위로서의 메가톤은 1,000,000톤에 해당한다. SI 단위계에 따른 공식적인 표기 방식은 Mt이지만, MT도 종종 사용된다. 에너지 단위로서의 메가톤은 해당 무게의 TNT가 폭발했을 때 방출되는 에너지와 동일한 수준의 에너지의 양을 가리킨다. 이 경우의 메가톤은 주로 핵무기의 폭발 또는 소행성 충돌과 같이 엄청난 에너지가 발생하는 사건 등을 나타내는 데 사용된다. TNT 1그램이 내는 열량은 대략 1,000칼로리, 따라서 4.184킬로줄에 해당한다. 그러므로 1메가톤, 즉 1012그램의 TNT에 해당하는 에너지는 4.184 × 1015, 다른 말로 4.184페타줄에 해당한다.
실제로 위의 정의는 편의상의 정의이다. TNT가 공중 폭발시 발생하는 에너지를 엄밀히 측정한 바에 따르면  그램 당 1,120칼로리이며, 이론상 계산한 수치는 1그램 당 1,160칼로리이다. 또한 1그램의 TNT가 폭발하면서 발생시킨 순수한 열만을 측정해본 결과는 단지 652칼로리에 불과하였다.

## 메가톤 단위의 질량
- 전세계 사람들의 질량[3]: {\displaystyle 308Mt} (308,000,000t)
- 기가톤: {\displaystyle 1000Mt} (1,000,000,000t)

## 참고 문헌
1. ↑  Cooper, Paul. Explosives Engineering, New York: Wiley-VCH, 1996, pp 406
2. ↑   {{ 보관됨 2005-11-04 - 웨이백 머신
3. ↑  전세계 사람들의 평균 몸무게가 40kg라 했을 때, 77억명의 인구의 질량.